# Jedward
John and Edward Grimes (născuți pe 16 octombrie 1991, în Dublin, Irlanda), cunoscuți ca Jedward, sunt un duet pop-rap. Ei sunt gemeni univitelini (identici) și se autointitulează Jedward. Cei doi au reprezentat Irlanda la Concursul Muzical Eurovision 2011, din Germania, unde au ocupat, atât în semi-finală, cât și în finală, locul 8., și o fac și la Concursul Muzical Eurovision 2012, din Azerbaijan. Cei doi au avut o evoluție notabilă, participând la emisiunea "The X Factor", versiunea din Marea Britanie. Ei au dat audiția celei de-a 6-a ediție în Glasgow.

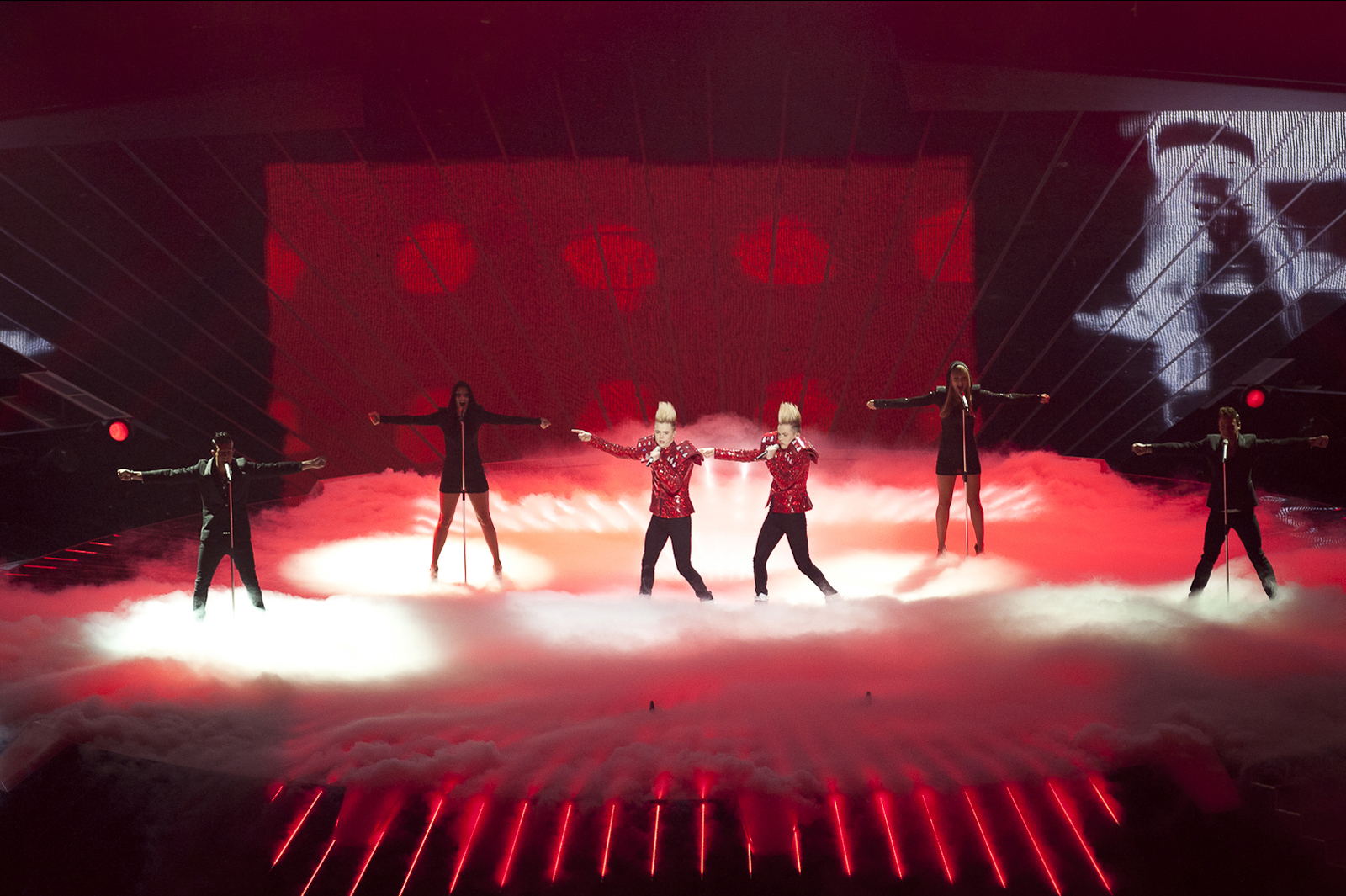
Jedward la Eurovision 2011.

## Cântece

### 2010-Planet Jedward
- 1. Under Pressure (Ice Ice Baby)
- 2. All the Small Things
- 3. Everybody
- 4. Ghostbusters
- 5. Fight For Your Right
- 6. I Want Candy
- 7. Jump
- 8. I Like To Move It
- 9. Rock DJ
- 10. Teenage Kicks
- 11. Pop Muzik

### 2011-Victory
- 1. Lipstick
- 2. Bad Behaviour
- 3. Everyday Superstar
- 4. Miss America
- 5. Biggest Fan
- 6. Distortion
- 7. Pop Rocket
- 8. Saturday Night
- 9. Techno Girl
- 10. Wow Oh Wow
- 11. Celebrity
- 12. Hold The World

### 2012-Young Love
- 1.Waterline
- 2.Young Love
- 3.Whats Your Number
- 4.A Girl Like You
- 5.Luminous
- 6.Give it Up
- 7.Happens In The Dark
- 8. All I Want is You
- 9. What It Feels Like
- 10.How Did You Know
- 11.Can't Forget You
- 12.P.O.V
- 13.Never Better
- 14.Cool Heros
- 15.Schools Out

## Albume
- 2010 - Planet Jedward
- 2011 - Victory
- 2012 - Young Love

## Participări la Eurovision

### 2011
În 2011, Jedward a reprezentat Irlanda la Concursul Muzical Eurovision 2011 în Germania, unde a luat obținut locul  8 cu 119 puncte, după ce la Selecția Națională din Irlanda de pe 11 februarie 2011 s-au clasat pe primul loc.
| An   | Cântec   | Locul (Final) | Puncte (Final) | 12 puncte (Final) | Locul (Semi-Final) | Puncte (Semi-Final) |
| ---- | -------- | ------------- | -------------- | ----------------- | ------------------ | ------------------- |
| 2011 | Lipstick | 8             | 119            | 3                 | 8                  | 68                  |

### 2012
Duo-ul Jedward reprezintă Irlanda și în 2012 la Concursul Muzical Eurovision din capitala Azerbaijanului, Baku. Grupul concurează cu melodia Waterline cu care a trecut de semifinale, cu plicul de aur.Aceștia s-au clasat însă pe locul 19 cu doar 46 de puncte.

## Premii și nominalizări
| An   | Beneficiar                                                                       | Premiu                                                              | Rezultat     |
| ---- | -------------------------------------------------------------------------------- | ------------------------------------------------------------------- | ------------ |
| 2009 | Jedward                                                                          | Funniest Double Act - Loaded Laftas Awards                          | Nominalizare |
| 2009 | Jedward "The overexposure they received during their time on The X Factor."      | Third place - The Most Annoying People of 2009 (BBC Three)          | Nominalizare |
| 2010 | Jedward "For becoming successful and being everywhere on TV."                    | Second place - The Most Annoying People of 2010 (BBC Three)         | Nominalizare |
| 2010 | Irish Tourism "Apology for Jedward" commercial                                   | Silver award in the Best Single Promotion Sony Radio Academy Awards | Câștigat     |
| 2011 | Jedward "For becoming famous and entering Eurovision and Celebrity Big Brother." | 11th place - The Most Annoying People of 2011 (BBC Three)           | Nominalizare |
| 2011 | Jedward                                                                          | Funniest TV Personality - Loaded Laftas Awards                      | Nominalizare |
| 2011 | Jedward "Lipstick"                                                               | Marcel Bezençon Artistic Award (Eurovision Song Contest 2011)       | Câștigat     |
| 2012 | OMG! Jedward's Dream Factory                                                     | Best Children's/Youth Programme - IFTA Awards                       | Nominalizare |
| 2012 | OMG! Jedward's Dream Factory                                                     | Best Online PR Campaign - 2012 Bord Gais Energy Social Media Awards | Câștigat     |
| 2013 | OMG! Jedward's Dream Factory                                                     | Best Children's/Youth Programme - IFTA Awards                       | Nominalizare |